# Militärstrafgesetz (Schweiz)
Das Militärstrafgesetz (MStG) regelt in der Schweiz im Wesentlichen das materielle Strafrecht für den militärischen Bereich. Es wird im Gegensatz zum zivilen Strafgesetzbuch (StGB) nicht von den zivilen Strafbehörden, sondern von der Militärjustiz angewandt.

## Systematik innerhalb der Rechtsordnung
Das Militärstrafrecht ist vom bürgerlichen Strafrecht völlig getrennt. Hintergrund ist, dass das StGB erst 14 Jahre nach der Neufassung des MStG in Kraft trat; vorher hatte jeder Kanton ein eigenes Strafgesetzbuch. Der Allgemeine Teil des MStG entspricht heute weitgehend demjenigen des StGB (die dort nie enthaltene Todesstrafe wurde 1992 auch aus dem MStG gestrichen) und viele Parallelen finden sich auch im Besonderen Teil. Art. 8 MStG legt fest, dass für dort nicht genannte Tatbestände (z. B. Schwangerschaftsabbruch) stets das zivile Strafrecht anzuwenden ist.

## Geltungsbereich
Die Straftatbestände des Militärstrafgesetzes sind nur anwendbar, wenn der Täter nach Art. 3 ff. MStG dem Militärstrafrecht unterstellt ist. Grundsätzlich für sämtliche Straftatbestände unterstellt sind:
- Militärdienstpflichtige im Militärdienst und ausserhalb des Militärdienstes betreffend dienstliche Pflichten und militärische Stellung (Art. 3 Abs. 1 Ziff. 1, 3 und 4 MStG);
- Stellungspflichtige während des Orientierungstages und der Rektutierungstage sowie ausserhalb dieser Tage bezüglich ihrer Stellungspflicht (Art. 3 Abs. 1 Ziff. 5 MStG);
- Berufsmilitärs, eidgenössische Grenzwachtkorps und Personen im Friedensförderungsdienst im Dienst und ausserhalb des Dienstes betreffend dienstliche Pflichten und Stellung oder in Uniform (Art. 3 Abs. 1 Ziff. 6 MStG)

In Kriegszeiten ist nach Art. 5 MStG eine erweiterte Geltung gegeben, so dass dann auch Zivilpersonen dem Militärstrafrecht unterstellt sind unter anderem für folgende Taten:
- Verrat (Art. 88, 90 und 91 MStG);
- Nachrichtendienst und Neutralitätsverletzung gegen fremde Staaten vom Gebiet der Schweiz aus (Art. 93 MStG);
- Völkermord und Verbrechen gegen die Menschlichkeit (Art. 108 und 109 MStG).